# IPBX
Centrala IP-PABX (ang. Internet Protocol Private Automatic Branch Exchange) to prywatna automatyczna centrala telefoniczna wykorzystująca internetowy protokół komunikacyjny IP umożliwiająca wdrożenie dodatkowych aplikacji do głosowej komunikacji z odległym abonentem, np. z filiami czy oddziałami przedsiębiorstwa, bądź instytucji, np. wideokonferencja czy wideotelefonia IP